# Nachal Calmon
Nachal Calmon (hebrejsky: נחל צלמון‎) je vádí a národní park v Izraeli, v Severním distriktu. Jeho délka je cca 30 kilometrů. Průtok dosahuje až 300 kubických metrů za hodinu, v suchých obdobích roku ale jen 50 metrů kubických.
Pramení na jižních svazích masivu Har Meron v Horní Galileji a pak začíná svůj tok v údolí Chananja, které je východní polovinou údolí Bejtkeremského údolí. Pak teče k jihu do Dolní Galileje hluboce zaříznutým údolím, kde míjí četné beduínské vesnice jako Ras al-Ajn nebo Salláma. Pak se údolí rozšiřuje a Nachal Calmon protéká jihovýchodním směrem až k městu Ajlabún, kde jeho tok protíná od 60. let 20. století nově vybudovaný Národní rozvaděč vody. Ke křížení dochází v uměle vybudované vodní nádrži Ma'agar Calmon, jejich vody se ale nemísí. Pak původní tok Nachal Calmon pokračuje k východu. Ústí do Galilejského jezera na jižním okraji kibucu Ginosar.
V dávné minulosti Nachal Calmon protékal Bejtkeremským údolím a odvodňoval ho západním směrem do Středozemního moře. Pokles terénu v oblasti příkopového zlomu podél řeky Jordán ale způsobil otočení toku směrem k východu.
Zejména na dolním toku je vádí prakticky bez trvalého průtoku, protože voda je používána na zavlažování. Podél Nachal Calmon fungovalo koncem 19. století 14 mlýnů, které využívaly sílu vodního toku. Některé z nich ještě byly v provozu v době vzniku státu Izrael roku 1948 a jejich ruiny dodnes lemují údolí.
Podél vádí jsou dochovány biotopy původní vegetace. Nachal Calmon byl v květnu 2005 vyhlášen národním parkem. Roční návštěvnost dosahuje 60 - 80 000 lidí.